# Břešťany
Břešťany (německy Breschtan) jsou malá vesnice, část městyse Zlonice v okrese Kladno ve Středočeském kraji. Nachází se v údolí Zlonického potoka necelé dva kilometry východně od Zlonic a zhruba 6,5 kilometru severovýchodně od Slaného, při silnici mezi Zlonicemi a Tmání. V roce 2011 zde trvale žilo 147 obyvatel. Jižním okrajem Břešťan probíhá železniční trať 096 (Roudnice nad Labem – Zlonice); několik set kroků východně od vesnice je situována železniční zastávka Tmáň.

## Název
Název se odvozuje od slova břest (staročesky: břěst), archaického výrazu pro strom jilm, a znamená tedy osadu lidí bydlících u jilmového porostu.

## Historie
První písemná zmínka o vesnici pochází z roku 1282, kdy se Břešťany (villa Wreschan) připomínají v majetku vyšehradské kapituly.

## Obyvatelstvo
| Rok            | 1869 | 1880 | 1890 | 1900 | 1910 | 1921 | 1930 | 1950 | 1961 | 1970 | 1980 | 1991 | 2001 | 2011 | 2021 |
| -------------- | ---- | ---- | ---- | ---- | ---- | ---- | ---- | ---- | ---- | ---- | ---- | ---- | ---- | ---- | ---- |
| Počet obyvatel | 227  | 217  | 297  | 291  | 296  | 303  | 315  | 254  | 251  | 226  | 195  | 142  | 150  | 147  | 175  |
| Počet domů     | 34   | 40   | 44   | 51   | 52   | 59   | 69   | 81   | 70   | 69   | 66   | 68   | 69   | 68   | 72   |

## Obecní správa
Při sčítání lidu v letech 1850–1979 Břešťany byly samostatnou obcí, se kterým patřily nejprve do okresu Slaný, ale od roku 1960 v okrese Kladno. Od 1. ledna 1980 jsou částí městyse Zlonice v okrese Kladno. V letech 1850–1879 k obci patřila Tmáň.

## Pamětihodnosti
- Sýpka, mohutný barokní objekt při silnici na jižním okraji vesnice; nad vstupním portálem datace 1730 a pod římsou znak Kinských (kulturní památka ČR)
- Kaplička, na návrší v severní části vesnice
- Pomník padlým ve světové válce, vedle kapličky

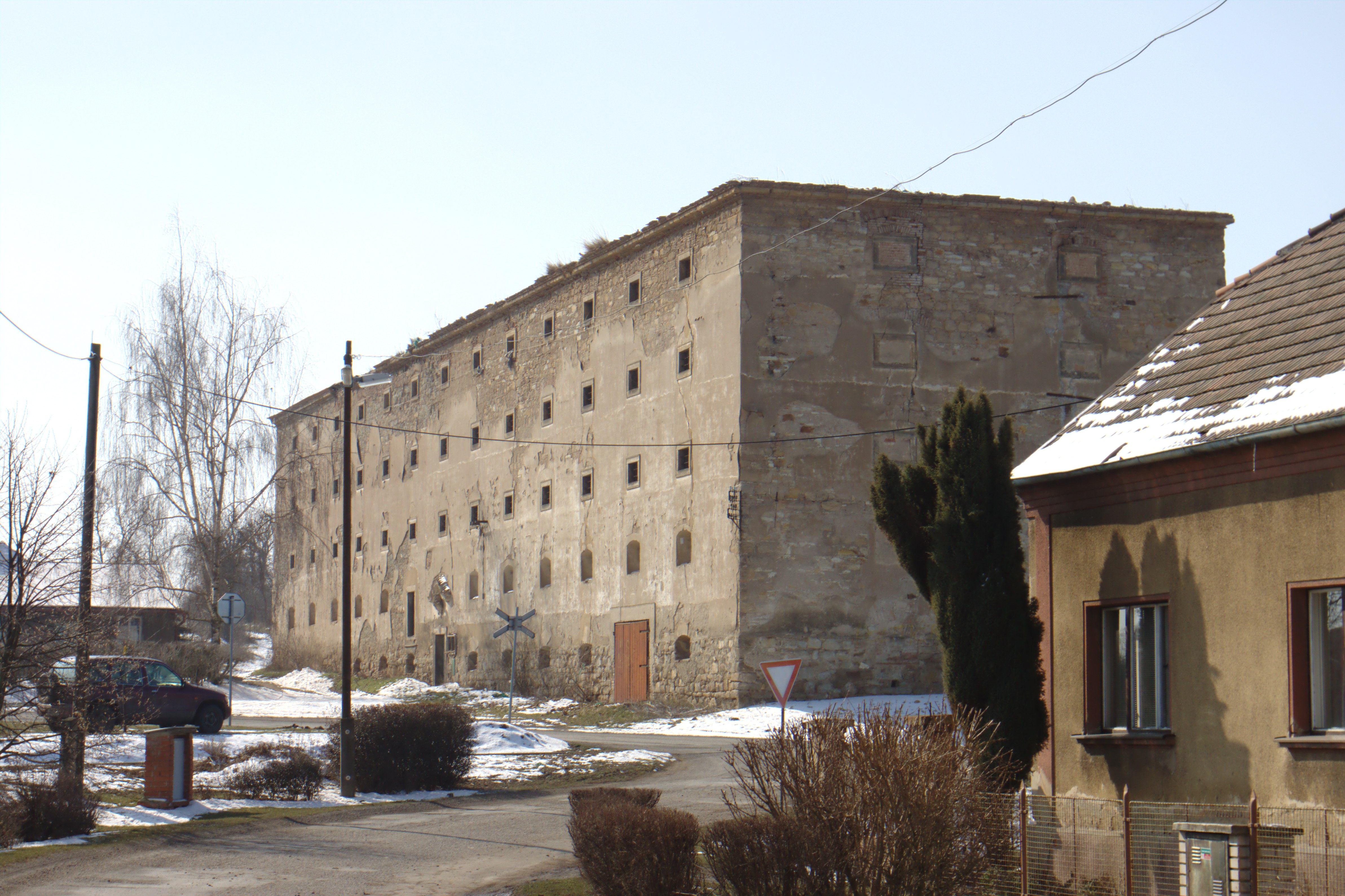
Sýpka
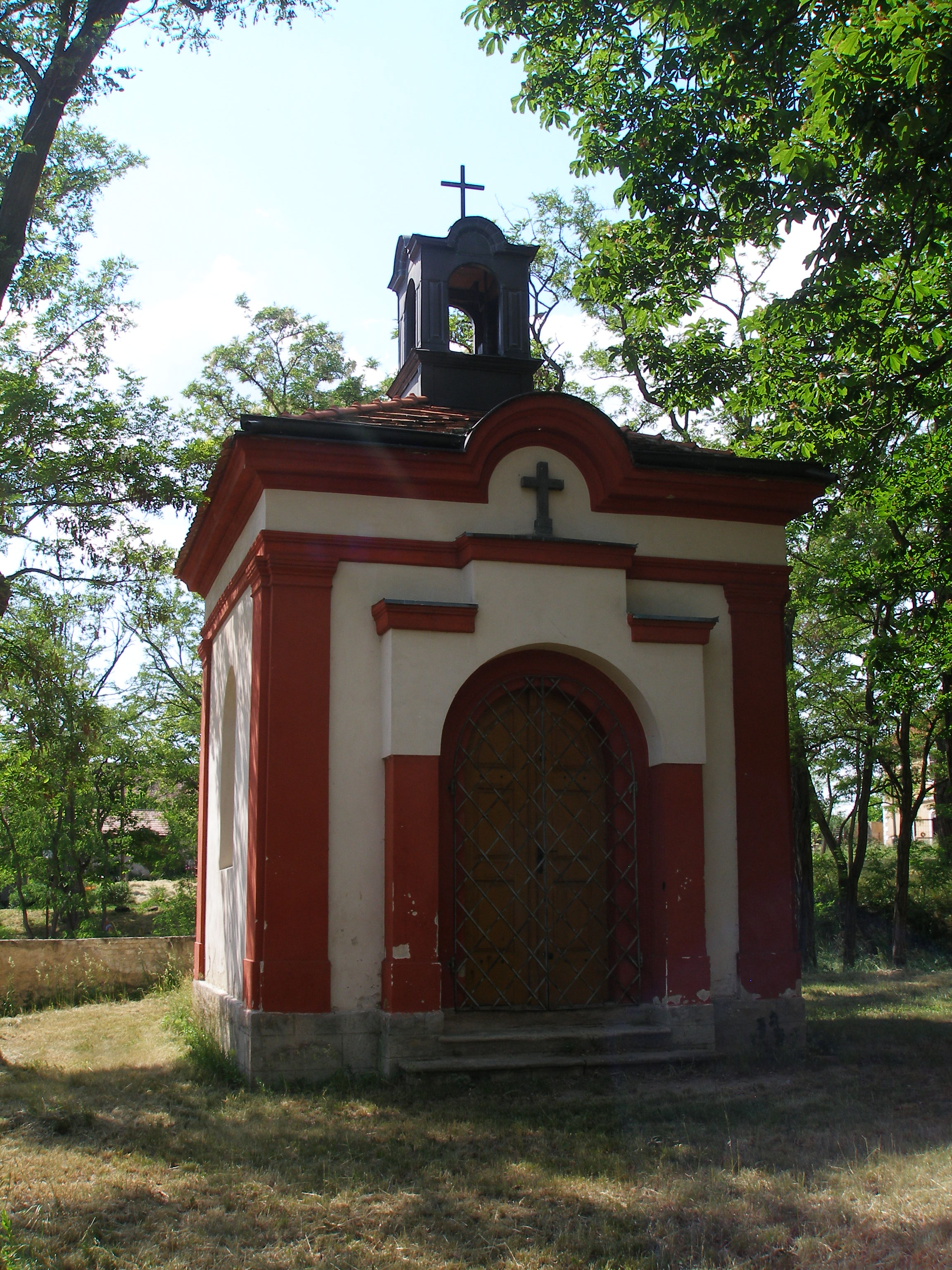
Kaplička
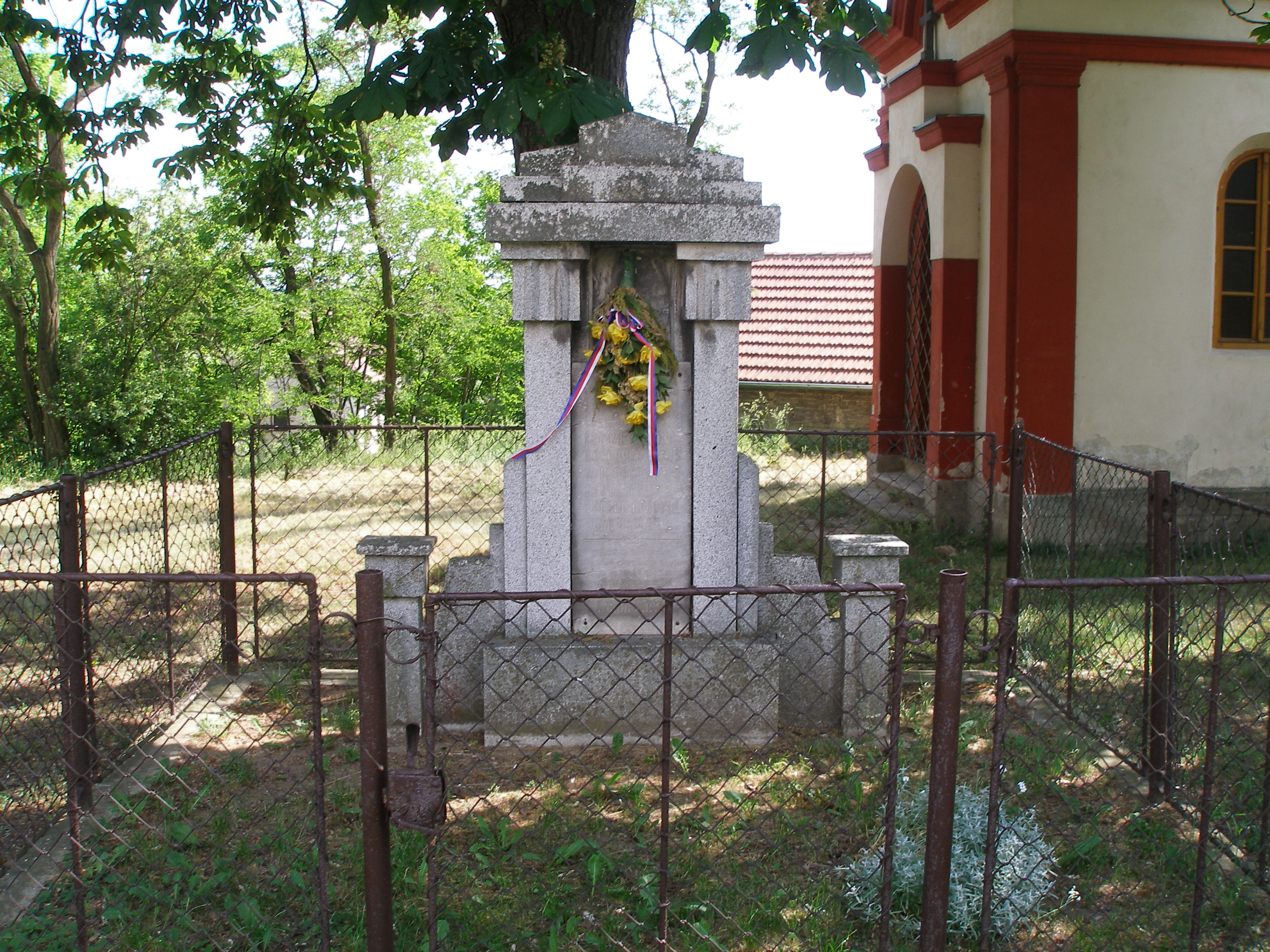
Pomník padlým